# کامیهامیهای سوم
کامیهامیهای سوم (انگلیسی: Kamehameha III; ۱۷ مارس ۱۸۱۴ – ۱۵ دسامبر ۱۸۵۴) سومین پادشاه از پادشاهی جزایر هاوایی بود که از سال ۱۸۲۵ تا ۱۸۵۴ سلطنت کرد.